# Лоймоланйоки
Ло́ймоланйо́ки (Ло́ймола, Лоймо́ж; фин. Loimolanjoki) — река, протекающая по территории Суоярвского и Пряжинского районов Карелии.
Берёт своё начало в посёлке Лоймола в озере Лоймоланъярви на высоте 150 метров над уровнем моря. Протекая через несколько небольших озёр (Саммаллампи, Корпиярви), Сариярви, Кариярви, Кайтоярви, Ораваярви, Хисъярви, Калаярви и Ивкожское), река впадает в Тулему. Кроме перечисленных водоёмов к бассейну Лоймоланйоки также относятся озера: Суованъярви, Хеппойнлампи, Сонгеръярви, Таваскаинен, Улисмайсенъярви, Мудоярви и др.
В переводе с саамского языка «Лоймоланйоки» означает «река с озерками». Устье реки находится в 51 км по правому берегу реки Тулемайоки. Длина реки составляет 54 км, площадь водосборного бассейна — 414 км².

## Данные водного реестра
По данным государственного водного реестра России относится к Балтийскому бассейновому округу, водохозяйственный участок реки — Водные объекты бассейна оз. Ладожское без рек Волхов, Свирь и Сясь, речной подбассейн реки — Нева и реки бассейна Ладожского озера (без подбассейна Свирь и Волхов, российская часть бассейнов). Относится к речному бассейну реки Нева (включая бассейны рек Онежского и Ладожского озера).
Код объекта в государственном водном реестре — 01040300212102000011396.

## Фотографии
|  |  |  |  |  |